# William Cannon
William Cannon, född 15 mars 1809 i Bridgeville i Delaware, död 1 mars 1865 i Bridgeville i Delaware, var en amerikansk republikansk politiker. Han var Delawares guvernör från 1863 fram till sin död.
Cannon var en framgångsrik affärsman i Delaware. År 1863 efterträdde han William Burton som guvernör. Cannon avled 1865 i ämbetet och gravsattes på Bridgeville Cemetery i Bridgeville.